# Malaraeus telchinus
Malaraeus telchinus är en loppart som först beskrevs av Rothschild 1905.  Malaraeus telchinus ingår i släktet Malaraeus och familjen fågelloppor. Inga underarter finns listade i Catalogue of Life.